# Три дня в Киброне (фильм)
Три дня в Киброне (нем. 3 Tage in Quiberon) — черно-белый драматический фильм Германии, Австрии и Франции 2018 года, поставленный режиссером Эмили Атеф. Мировая премьера фильма состоялась 19 февраля 2018 года на 68-м Берлинском международном кинофестивале, где он принимал участие в главной конкурсной программе. В 2018 году на 69-й церемонии вручения Немецкой кинопремии фильм получил 7 наград, включая премию «Золотая Лола» за лучший фильм.

## Сюжет
В январе 1981 году знаменитая актриса Роми Шнайдер дала первое за много лет интервью — невероятно откровенное и очень личное. Оно же стало и последним — через год в возрасте 43 лет актриса ушла из жизни.
Фильм рассказывает о трёх днях проведённых на спа-курорте в бретонском курортном городке Киберони, где Роми Шнайдер (в исполнении Мари Боймер) встретилась с журналистом журнала «Штерн» Михаэлем Юргсом и фотографом Робертом Лебеком, и о том, что заставило звезду обнажить душу до края, рассказав миру о своей боли.